# Концерт для фортепиано с оркестром № 25 (Моцарт)
Концерт для фортепиано с оркестром № 25 до мажор (K. 503) был завершён Вольфгангом Амадеем Моцартом, как указано в составленном им каталоге, 4 декабря 1786 года в Вене; в тот же день композитор закончил свою симфонию № 38.
В 1798 году музыкальный критик Иоганн Фридрих Рохлиц описал K. 503 как «самый великолепный и сложный из всех известных концертов [Моцарта]» и «возможно, самый великолепный из всех когда-либо написанных концертов». По словам Саймона Кифа, произведение «по общему согласию считается одним из величайших шедевров Моцарта в жанре концерта».

## Исполнительский состав
Концерт написан для фортепиано и оркестра, состоящего из одной флейты, двух гобоев, двух фаготов, двух валторн in C, двух труб in C, литавр и струнных.

## Структура
Концерт состоит из трёх частей:
1. Allegro maestoso, 4/4 ― написана в сонатной форме
2. Andante (в фа мажоре), 3/4 ― в неполной сонатной форме
3. Allegretto, 2/2 ― в форме рондо-сонаты, открывается темой гавота из оперы «Идоменей».

Это один из самых длинных концертов Моцарта, средняя продолжительность исполнения которого составляет 29-33 минуты.